# Grand cirque d'État de Moscou
Le Grand cirque d’État de Moscou (Bolchoï Tsirk) est un cirque russe non itinérant qui réalise ses spectacles dans une salle de 3 400 places  qui lui est dédiée. La salle est située  boulevard Vernadski à Moscou  au sud-ouest du centre-ville sur la rive droite de la Moskova. La salle dispose de cinq pistes qui s'escamotent chacune dédiée à un type de spectacle  : équestre, sur glace, aquatique, illusion et lumières. La salle en amphithéâtre a une superficie de 3000 m² et une hauteur de 31 mètres. Elle est en partie sous le niveau du sol :  la partie émergée comporte des parois en verre et est coiffée d'un dôme.

## Historique
Le bâtiment du cirque est l’œuvre de l'architecte Iakov Belopolski et est inauguré en 1971. Initialement la salle ne faisait qu'accueillir des compagnies de cirque extérieures. Au début des années 1990 une compagnie de cirque résidente est créée. Celle-ci emploie plusieurs centaines d'artistes et  techniciens et accueille des artistes invités. Elle présente un spectacle nouveau chaque année qui se tient deux fois par jour. Les artistes du cirque participent à des tournées à l'étranger. Le cirque est détenu par l'état russe et en juin 2007 sa privatisation a été mise à l'étude. L'opposition à ce projet a entrainé son abandon.